# سو رودريغيز
سو رودريغيز هي ناشِطة كندية، ولدت في 2 أغسطس 1950 في وينيبيغ في كندا، وتوفيت في 12 فبراير 1994 في كولومبيا البريطانية في كندا بسبب تصلب جانبي ضموري.